# Augustamnica

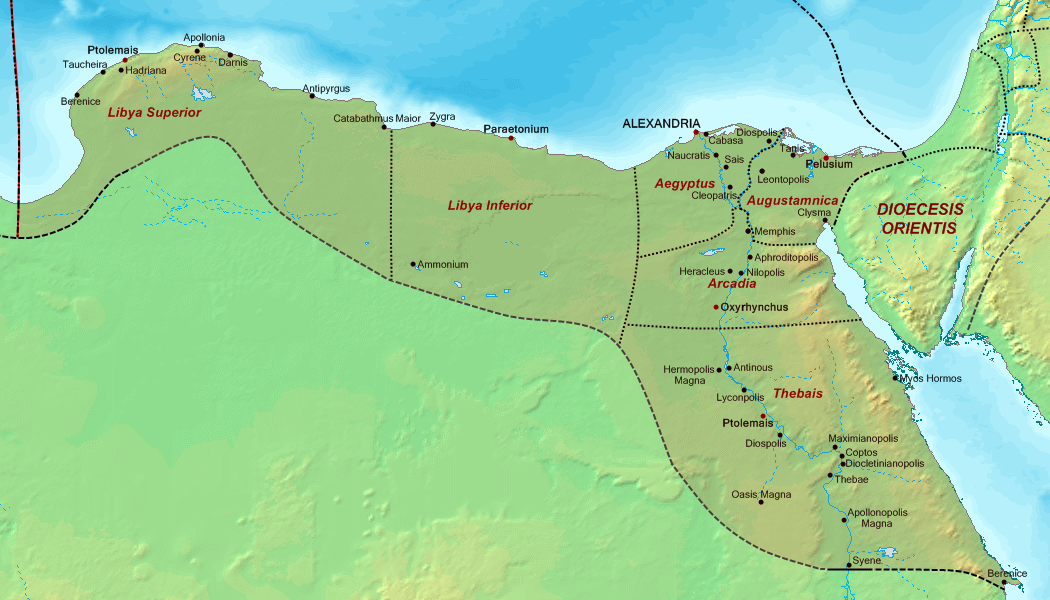
La diocesi di Egitto, con l'Augustamnica a oriente.

L'Augustamnica (greco: Αὐγουσταμνική) era una provincia del tardo Impero romano, posta ad est del delta del Nilo con capitale Pelusium.
La provincia fu creata da Diocleziano, che la chiamò Aegyptus Herculia in onore del suo collega Massimiano, detto appunto Erculeo; successivamente il nome fu cambiato in 'Augustamnica' per eliminare riferimenti al culto pagano. Inizialmente faceva parte della diocesi romana dell'Oriente, ma successivamente fu separata per formare la diocesi di Egitto (380 circa).
Fu poi ulteriormente divisa in due province, l'Augustamnica Prima (Augustamnica I) e l'Augustamnica Secunda (Augustamnica II), all'inizio del VI secolo. Esistette probabilmente fino all'invasione musulmana (anni 630).